# Jezioro Kuźnickie
Jezioro Kuźnickie, Jezioro Białe – jezioro w Polsce, położone w województwie wielkopolskim, w powiecie grodziskim, w zachodniej części gminy Rakoniewice, około 12 km na południe od Nowego Tomyśla.

## Charakterystyka
Według regionalizacji fizycznogeograficznej Polski jezioro położone jest na Równinie Nowotomyskiej.
Powierzchnia jeziora wynosi 75,7 ha, a głębokość maksymalna 13,2 m. Jego wody posiadają II klasę czystości. Teren wokół jeziora jest zalesiony, w drzewostanie dominuje sosna.
Północny fragment jeziora oraz przyległy do niego las jest od 1997 r. pod ochroną. Stanowi on ostoję kani rudej (Milvus milvus). Jezioro jest miejscem gniazdowania perkoza dwuczubego (Podiceps cristatus) i łabędzia niemego (Cygnus olor). Na jego zachodnim brzegu znajduje się jedyne w Wielkopolsce stanowisko lęgowe dzięcioła syryjskiego (Dendrocopus syriacus).
W czystej wodzie występuje rzadko spotykana jezierza morska, roślina reliktowa z okresu po ustąpieniu lodowca.

## Turystyka
W sezonie letnim jezioro wykorzystywane jest w celach rekreacyjnych. Znajdują się tutaj kąpieliska, pola namiotowe, zakładowe ośrodki wczasowe i indywidualne domki rekreacyjne.